# Landesmedienzentrum Baden-Württemberg
Das Landesmedienzentrum Baden-Württemberg (kurz, LMZ BW) mit Sitz in Karlsruhe und Stuttgart ist ein Medienzentrum in der Rechtsform einer Anstalt des öffentlichen Rechts. 
Die Gründung erfolgte auf Grundlage des baden-württembergischen Gesetzes über Medienzentren (Medienzentrengesetz), dazu vereinigten sich am 1. Oktober 2001 die bisherigen Landesbildstellen Baden (LBB) und Württemberg (LBW). 
Die Rechtsaufsicht hat das Referat Digitale Bildung und Medienpädagogik (Referat 23) im Ministerium für Kultus, Jugend und Sport Baden-Württemberg.

## Organisation
Die Anstalt des öffentlichen Rechts hat als Organe den Verwaltungsrat und den Direktor. Es gibt vier Abteilungen, die wiederum in Referate oder Teams untergliedert sind (Stand: 2023).

### Verwaltungsrat
Aufgaben des Verwaltungsrates sind die Überwachung der Geschäftsführung und der Beschluss von u. a. Satzungen und des Haushaltsplans sowie die Entlastung des Direktors des Landesmedienzentrums. Der Verwaltungsrat hat insgesamt 15 Sitze. Davon entfallen sechs auf das Land Baden-Württemberg, jeweils zwei auf den Landkreistag Baden-Württemberg, den Städtetag Baden-Württemberg und den Gemeindetag Baden-Württemberg und je einer auf Vertreter der Städte Stuttgart und Karlsruhe sowie einen Vertreter der Stadt- und Kreismedienzentren auf gemeinsamen Vorschlag der kommunalen Spitzenverbände.
Am 1. Oktober 2001 wurde Erwin Reichert, ehemaliger Oberbürgermeister von Freudenstadt, zum ersten Vorsitzenden des Verwaltungsrates gewählt. Zuvor gehörte er seit März 1997 ununterbrochen dem Verwaltungsrat der Landesbildstelle Baden an. Zum 28. Mai 2008 endete seine Tätigkeit im Verwaltungsrat. Sein Nachfolger war Dirk Gaerte, ehemaliger Landrat des Landkreises Sigmaringen, dessen Vorsitz im Oktober 2014 endete. Jürgen Bäuerle, hauptamtlicher Landrat des Landkreises Rastatt, übernahm nach einstimmiger Wahl die Aufgabe als dritter Verwaltungsratsvorsitzender und versah das Amt fünf Jahre lang. Nachfolger von Jürgen Bäuerle wurde der Mosbacher Oberbürgermeister Michael Jann. Ab dem 1. Mai 2019 war er der nunmehr vierte Verwaltungsratsvorsitzende des LMZ. Dieses Amt bekleidete er bis 2022. Mit Wirkung zum 1. Dezember 2022 wurde Christoph Schauder, Landrat des Main-Tauber-Kreises, einstimmig zum fünften Verwaltungsratsvorsitzenden des LMZ gewählt.       

### Direktor
Der Direktor führt die laufenden Geschäfte und vertritt das Landesmedienzentrum. Alle nicht per Gesetz oder Satzung an den Verwaltungsrat zugewiesenen Angelegenheiten fallen in seine Zuständigkeit. Die Ernennung erfolgt durch das Kultusministerium in Einverständnis mit dem Verwaltungsrat. Der Direktor des Landesmedienzentrums Baden-Württemberg ist ein Beamter des LMZ.
Erste Direktorin bis Ende September 2006 war Susanne Pacher. Von Oktober 2006 bis November 2019 amtierte der ehemalige Leitende Ministerialrat des Medienreferats im Ministerium für Kultus, Jugend und Sport Baden-Württemberg, Wolfgang Kraft, als Direktor. Mit Wirkung zum 29. Juli 2020 wurde Ministerialrat Michael Zieher zum Direktor des LMZ ernannt. Stellvertretender Direktor ist Fabian Karg. 

### Stadt- und Kreismedienzentren
Im Land Baden-Württemberg gibt es insgesamt 38 Kreis- und Stadtmedienzentren an 48 Standorten. Die Aufgaben des Stadtmedienzentrums (SMZ) bzw. Kreismedienzentrums (KMZ) richten sich nach § 11 Medienzentrengesetz. Hauptaufgabe ist die Beschaffung und Bereitstellung von audiovisuellen und digitalen Medien, damit verbunden sind auch die entsprechenden pädagogischen und organisatorischen Aufgaben. Zusätzlich wirken sie bei der Unterstützung und Beratung des Support-Netzes mit. Bei der Errichtung und der Erfüllung des gesetzlichen Auftrags durch Stadt- und Kreismedienzentren ist das Landesmedienzentrum beratend tätig. Die Anstalt des öffentlichen Rechts unterstützt die Medienzentren bei Fachfortbildungen des pädagogischen Personals der Medienzentren und veranstaltet gemeinsam mit ihnen Fortbildungen.
Durch Vereinbarung mit den Städten Karlsruhe und Stuttgart werden die Aufgaben der beiden Stadtmedienzentren auf das Landesmedienzentrum übertragen. Die Kosten trägt die jeweilige Stadt.

#### Karlsruhe
Leiter des Stadtmedienzentrums Karlsruhe ist Jan Hambsch. Das SMZ hat seinen Sitz im Gebäude des Landesmedienzentrums Karlsruhe in der Moltkestraße.

#### Stuttgart
Leiter des Stadtmedienzentrums in Stuttgart ist Hans-Jürgen Rotter. Das SMZ ist am Standort des Landesmedienzentrums Stuttgart in der Rotenbergstraße untergebracht.

## Aufgaben
Die Aufgaben, die das LMZ übernimmt, ergeben sich aus § 3 Medienzentrengesetz.
Das Landesmedienzentrum erfüllt alle Tätigkeiten, die sich aus der Verwendung audiovisueller und digitaler Medien in der Erziehungs- und Bildungsarbeit der öffentlichen Schulen, bei Jugendarbeit und der Erwachsenenbildung ergeben.
Daneben leistet es einen pädagogischen Dienst, vor allem veranstaltet es Fort- und Weiterbildungen. Darunter fällt auch die Schulung und Beratung von Lehrkräften zur sachgerechten Verwendung von Medien und eine Beratung der Stadt- und Kreismedienzentren beziehungsweise der Schulträger bei Fragen in der Medienbeschaffung. Dem LMZ BW obliegt die Durchführung von medienpädagogischen Modellprojekten und Mitwirkung bei der Erprobung und Förderung neuer Medien und Kommunikationstechniken. Darunter fallen insbesondere die Beratung bei der Beurteilung, Erprobung und Nutzung neuer Medien beziehungsweise die Förderung der Medienbildung, -kompetenz und -erziehung unter anderem durch Unterstützung des schulischen Medieneinsatzes und medienpädagogische Informationsangebote.
Gegenüber den Schulen tritt es auch als Dienstleister für technische Lösungen auf. Dies beinhaltet eine technische Beratung und Betreuung der Mitarbeitende in den Stadt- und Kreismedienzentren sowie der Schulträger im Zusammenhang mit der Beschaffung und dem Einsatz von Geräten für den Medieneinsatz. Auch stellt es eine Beratung und Unterstützung im Bereich Multimediatechnik für den Unterrichtseinsatz an Schulen einschließlich pädagogischer Netzwerke bereit (Support-Netz). 
Als weitere Aufgabe wird eine Mediendistribution mit Verleih, Zentralarchiv, Medienbeschaffung und -beratung und eine Medienerschließung, durch die Erschließung und Erfassung von Bildungsmedien einschließlich eines Medieninformationssystems betrieben.

Die Zuständigkeit für eine landeskundliche und kulturhistorische Bilddokumentation ist dem Landesmedienzentrum übertragen worden. 